# Шілхіна-хамру-лагамар
Шілхіна-хамру-лагамар (д/н — бл. 1090 до н. е.) — цар Аншану і Суз (Еламу) близько 1110—1090 років до н. е.

## Життєпис
Син царя Шілхак-Іншушинака і Наххунте-Уту. Після смерті батька близько 1120 року до н. е. трон отримав зведений брат Хутелутуш-Іншушинак. Близько 1110 року до н. е. той зазнав нищівної поразки у війні з вавилонським царем Навуходоносором I й загинув. В результаті західна частина Еламської держави була захоплена ворогом, Столиця Сузи та інші величні міста сплюндровані.
Шілхіна-хамру-лагамар оголосив себе царем, закріпившись в Аншані. Втім відомостей про його діяльність обмаль. Вважається, що спроба відновити єдність Еламу була невдалою. Йому спадкував син або небіж Хумбан-нумена II.